# Междущатска магистрала 40
Междущатска магистрала 40 (Interstate 40, съкратено I-40) е основна междущатска магистрала прекосяваща цялата територия на САЩ. Дълга е 2559,25 мили (4118,71 km). Преминава през осем щата. Това е третата по дължина магистрала в Съединените щати.
| Щат              | мили    | км      |
| ---------------- | ------- | ------- |
| Калифорния       | 154,61  | 248,82  |
| Аризона          | 359,48  | 578,53  |
| Ню Мексико       | 373,51  | 601,11  |
| Тексас           | 177,10  | 285,11  |
| Оклахома         | 331,03  | 532,74  |
| Арканзас         | 284,69  | 458,16  |
| Тенеси           | 455,28  | 732,70  |
| Северна Каролина | 423,55  | 681,64  |
| Общо             | 2559,25 | 4118,71 |

|  | Тази страница частично или изцяло представлява превод на страницата Interstate 40 в Уикипедия на английски. Оригиналният текст, както и този превод, са защитени от Лиценза „Криейтив Комънс – Признание – Споделяне на споделеното“, а за съдържание, създадено преди юни 2009 година – от Лиценза за свободна документация на ГНУ. Прегледайте историята на редакциите на оригиналната страница, както и на преводната страница, за да видите списъка на съавторите. ВАЖНО: Този шаблон се отнася единствено до авторските права върху съдържанието на статията. Добавянето му не отменя изискването да се посочват конкретни източници на твърденията, които да бъдат благонадеждни. |